# Prognosi Reservada (Alive in Carpi)
Prognosi Reservada (Alive in Carpi) è il primo album dal vivo di Davide Panizza in arte Pop X pubblicato da Bomba Dischi nel 2020.

## Tracce
1. Cattolica (Live[1])
2. Antille (Live[2])
3. Madamadorè (Live[3])
4. Ape (Live[3])
5. Barboni (Live[2])
6. Morti Dietro (Live[2])
7. Regina (Live[2])
8. Litfiga (Live[3])
9. Onda (Live[2])
10. Il Cielo È Perso (Live[2])
11. Legoland (Live[4])
12. Paiazo (Live[1])
13. Pantagruel (Live[2])
14. Sibillini (Live[3])
15. Drogata Schifosa (Live[2])
16. Il Cieco E La Finestra (Live[4])
17. Sparami (Live[2])
18. Io Centro Con I Missili (Live[2])
19. Secchio (Live[2])
20. Loosing At The Casino (Live[5])

## Formazione
- Davide Panizza – voce, tastiere, produzione